# Rudolf Anzinger
Rudolf Anzinger (* 24. Januar 1952 in Windecken) ist ein deutscher Verwaltungsjurist. Er war 2002 Staatssekretär im Bundesministerium für Arbeit und Sozialordnung, von 2002 bis 2005 im Bundesministerium für Wirtschaft und Arbeit und von 2005 bis 2008 im Bundesministerium für Arbeit und Soziales.

## Leben

### Ausbildung und Persönliches
Anzinger legte 1970 das Abitur an der Hohen Landesschule in Hanau ab. Er studierte von 1970 bis 1975 Rechtswissenschaften und legte 1975 die Erste juristische Staatsprüfung ab. Er absolvierte von 1975 bis 1978 das Referendariat am Landgericht Hanau und legte 1978 die Zweite juristische Staatsprüfung ab.
Er heiratete.

### Laufbahn
Rudolf Anzinger trat noch 1978 als Referent in das Bundesministerium für Arbeit und Sozialordnung ein. Dort arbeitete er von 1978 bis 1990 als Referent in der Abteilung für Arbeitsrecht und Arbeitsschutz. Im Jahr 1990 gelang ihm der Aufstieg zum Leiter des Referats für sozialen Arbeitsschutz. 
Von 1998 bis 2001 leitete er den Leitungsstab und das Ministerbüro unter Bundesminister Walter Riester (SPD). Zudem übernahm Anzinger im Jahr 2001 die Leitung der Abteilung „Leitung und Strategie, Presse- und Öffentlichkeitsarbeit, Leiter des Ministerbüros“ des Bundesministeriums.
Noch unter Bundesminister Walter Riester wurde Anzinger im Jahr April 2002 zum Staatssekretär im Bundesministerium für Arbeit und Sozialordnung ernannt. Als Staatssekretär diente er auch im Oktober 2002 neu zugeschnittenen Bundesministerium für Wirtschaft und Arbeit unter Bundesminister Wolfgang Clement (SPD) und war besonders für die „Grundsatz- und Planungsabteilung“ sowie die Abteilungen „Arbeitsmarktpolitik“, „Arbeitsrecht“ und „Europäische und internationale Sozialpolitik“ zuständig.  Ab 2005 war er unter Bundesminister Franz Müntefering (SPD) Staatssekretär im Bundesministerium für Arbeit und Soziales. Unter Bundesminister Olaf Scholz (SPD) wurde Anzinger 2008 in den einstweiligen Ruhestand versetzt und Detlef Scheele (SPD) trat seine Nachfolge an.
Er war Vorsitzender der Arbeitsgruppe für Sozial- und Arbeitslosenhilfe der Kommission zur Reform der Gemeindefinanzen.